# Françoise Rivière
Françoise Rivière est une animatrice de radio française.

## Biographie
En 1973, Françoise Rivière commence sa carrière sur Europe 1 en animant une émission humoristique hebdomadaire avec Didier Kaminka et Yves Lecoq mais également aussi avec Laurent Cabrol.
En 1975, elle quitte la station pour travailler pour l'Italie : elle est correspondante à Paris de la chaîne de télévision RAI 2 et d'un magazine TV « Sorrisi e Canzoni ».
Revenue sur Europe 1 en 1979, elle anime « Une vie en or » avec Jacques Martin tout en continuant à travailler pour l'Italie passant de la RAI à Canale 5 de Silvio Berlusconi mais aussi à « TV Sorrisi » où elle tient une chronique hebdomadaire qui couvre l'actualité artistique et culturelle sur la France.
En 1986, quand Silvio Berlusconi lance La Cinq en France, elle devient conseiller aux programmes et productrice de « 5 sur 5 » une émission présentée par Antoine Verglas. Toujours à la télévision, en 1987, elle produit « Entrez sans frapper », adaptation de l'émission radiophonique de Christian Barbier, accompagné de la comédienne Evelyne Dress puis de l'animatrice Marie-Ange Nardi. Sur le petit écran, elle participe à « L'Académie des 9 » avec Jean-Pierre Foucault et est la voix off d'un jeu, « L'arche d'or » (1988), présenté par Georges Beller sur « Antenne 2 ».
Entre-temps, elle devient meneuse de jeu dans l'équipe composée à l'époque de Anne Perez, Maryse Gildas, Viviane Blassel, Julie ou Brigitte Morisan et à ce titre intervient dans les sessions d'information comme « Europe midi » (13 h), « Europe soir » (19 h) ou « Découvertes » (18 h – 20 h). Outre avec Jacques Martin, elle collabore avec Stéphane Collaro (1981-1982 et 1986), Jean Roucas (1986-1987 et 1994-1995) et Yves Lecoq (1991-1992).
Avec François Jouffa, elle anime « Radio libre à ... », une émission d'Ivan Levaï, au cours de la saison 1982-1983. Au cours de sa dernière saison à Europe 1 (1995-1996), elle accompagne Michel Field pour « Génération Europe 1 ».
En 1996, lorsque Jérôme Bellay devient président d'Europe 1, elle n'accepte pas les nouvelles conditions de travail proposées et quitte la station. Elle quitte la station et avec son mari Jean-Michel Brochet, réalisateur à Europe 1, ils décident d'ouvrir des maisons d'hôtes.

## Carrière à Europe 1
En plus de ses collaborations aux sessions d'information comme « Europe midi » (13 h), « Europe soir » (19 h) ou « Découvertes » (18 h – 20 h) :
- 1979-1980 Une vie en or avec Jacques Martin (11 h - 12 h)
- 1981-1982 À vos souhaits !  avec Stéphane Collaro (9 h – 11 h)
- 1982-1983 Radio libre à ...  d'Ivan Levaï avec François Jouffa (Mardi à vendredi 20 h - 22 h 30)
- 1983-1985 Best of « Studio 1 »  avec Michel Drucker (voix off) (Samedi 9 h 15 - 11 h)
- 1986  Samedi et vous avec Philippe Gildas et Jean Roucas (Samedi 9 h 15 - 11 h 30)
- 1986 Coco-dingo avec Stéphane Collaro (11 h - 12 h 30)
- 1986 Les roucasseries du samedi avec Jean Roucas (Samedi 9 h 15 - 11 h 30)
- 1987 Les roucasseries du midi avec Jean Roucas (11 h - 12 h 30)
- 1991 - 1992 Love trivia avec Yves Lecoq (voix off) (Lundi, mardi, jeudi et vendredi 16 h 30 - 18 h)
- 1993 - 1994 Les roucasseries avec Jean Roucas, Fanfan et Denis Vincenti (voix off) (11 h - 12 h 30)
- 1995 - 1996 Génération Europe 1 avec Michel Field (20 h - 22 h en septembre 2005 puis 17 h - 20 h en mai 2006)